# Reserva regional de caza de la Sierra de la Culebra
 Sierra de la Culebra es una reserva regional de caza de la provincia de Zamora (Castilla y León, España).

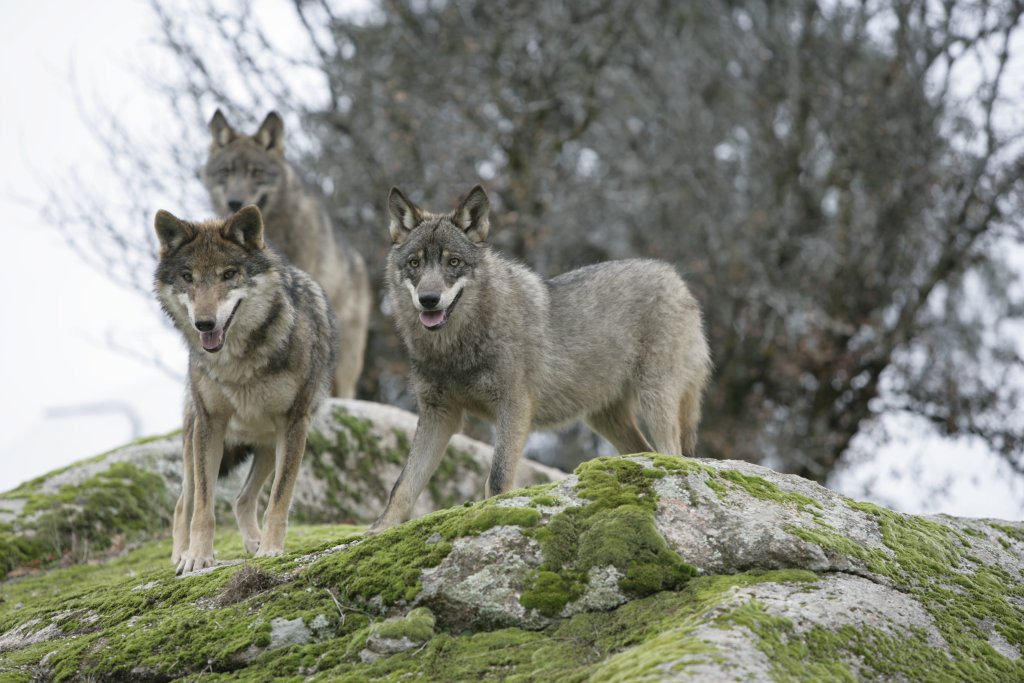
Ejemplares de lobo ibérico, la especie más emblemática de la sierra de la Culebra.

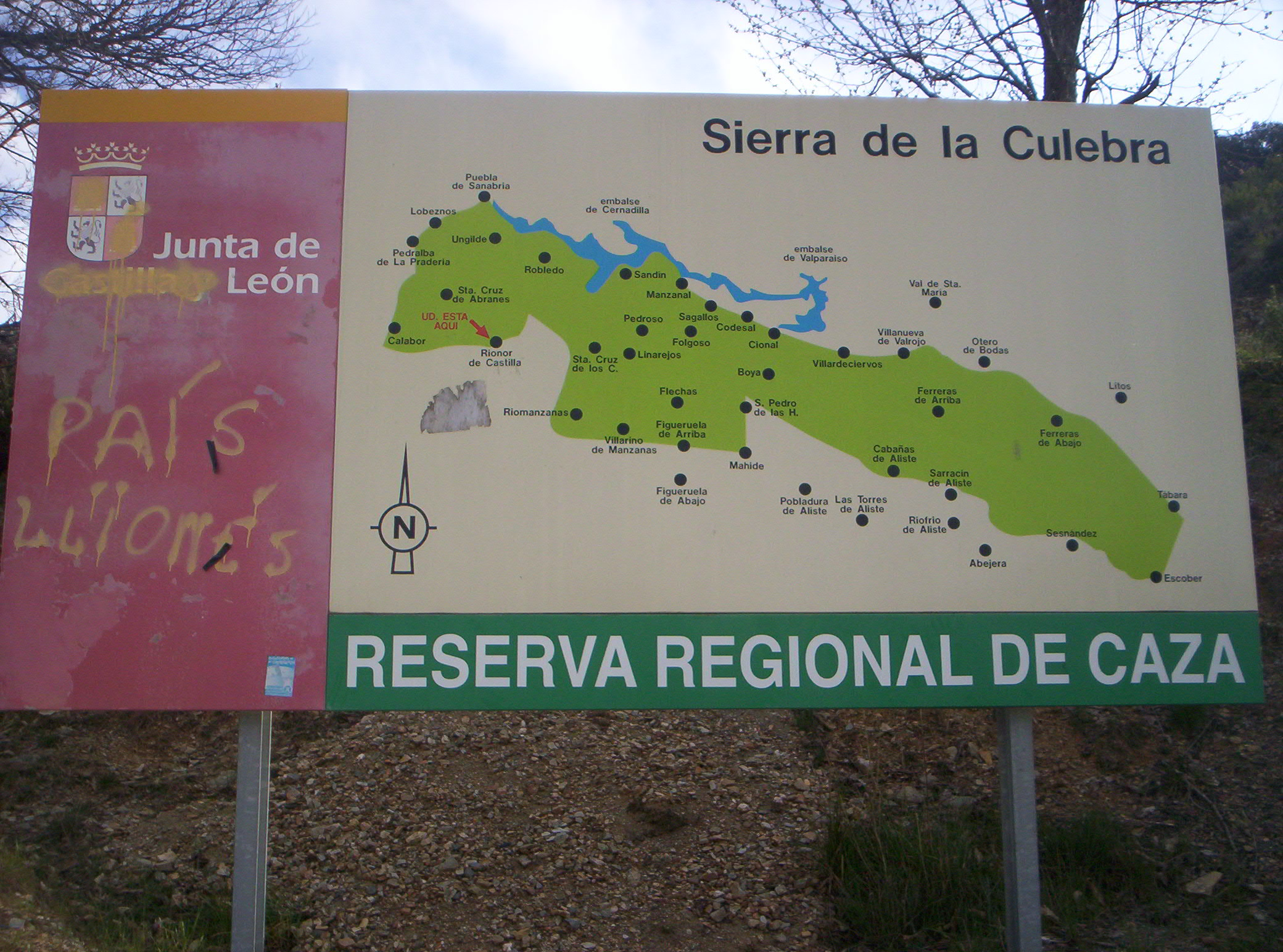
Panel informativo de la reserva.

La reserva fue creada por de Ley 2/1973, de 17 de marzo, sobre creación de trece Reservas Nacionales. La declaración afecta, total o parcialmente, a un total de 12 términos municipales y a 41 núcleos de población. Los términos municipales incluidos son los de Manzanal de Arriba, Figueruela de Arriba, Mahíde de Aliste, Villardeciervos, Ferreras de Arriba, Ferreras de Abajo, Otero de Bodas, Tábara, Riofrío de Aliste, Ferreruela de Tábara, Puebla de Sanabria y Pedralba de la Pradería. Del total del terreno, aproximadamente el 70% es de propiedad municipal, el 25% de propiedad privada y el 5% restante propiedad de alguna administración, como la Junta de Castilla y León, que posee aproximadamente un 1,5%, correspondientes al M.U.P. N.º 1.003.